# Курурупу

Курурупу на карте штата.

Курурупу (порт. Cururupu) — муниципалитет в Бразилии, входит в штат Мараньян. Составная часть мезорегиона Север штата Мараньян. Входит в экономико-статистический микрорегион Литорал-Осидентал-Мараньенси. Население составляет 32 652 человека на 2016 год. Занимает площадь 1093,062 км². Плотность населения — 29,87 чел./км².

## Демография
Согласно сведениям, собранным в ходе переписи 2016 г. Национальным институтом географии и статистики (IBGE), население муниципалитета составляет:
| Полное население                               | Полное население                               | Полное население                               | Полное население                               | 32 652 |
| ---------------------------------------------- | ---------------------------------------------- | ---------------------------------------------- | ---------------------------------------------- | ------ |
| в том числе:                                   | Городское население                            | 22 270                                         | Процент городского населения, %                | 68,20  |
|                                                | Сельское население                             | 10 382                                         | Процент сельского населения, %                 | 31,80  |
|                                                | Мужское население                              | 16 599                                         | Процент мужского населения, %                  | 50,84  |
|                                                | Женское население                              | 16 053                                         | Процент женского населения, %                  | 49,16  |
| Плотность населения, чел/км²                   | Плотность населения, чел/км²                   | Плотность населения, чел/км²                   | Плотность населения, чел/км²                   | 29,87  |
| Население муниципалитета в % к населению штата | Население муниципалитета в % к населению штата | Население муниципалитета в % к населению штата | Население муниципалитета в % к населению штата | 0,50   |

По данным оценки 2016 года, население муниципалитета составляет 30 913 жителей.

## История
Город основан 3 октября 1841 года.

## Статистика
- Валовой внутренний продукт на 2014 год составляет 177 806 000 реалов (данные: Бразильский институт географии и статистики)[1].
- Валовой внутренний продукт на душу населения на 2014 год составляет 5730,68 реалов (данные: Бразильский институт географии и статистики)[1].
- Индекс человеческого развития на 2010 год составляет 0,612 (данные: Программа развития ООН)[2].